# Enrique IV de Inglaterra
Enrique IV de Inglaterra (Castillo de Bolingbroke, 3 de abril de 1367-Abadía de Westminster, 20 de marzo de 1413) fue rey de Inglaterra de 1399 a 1413.

## Biografía
Fue el cuarto hijo varón de Juan de Gante conde de Richmond y duque de Lancaster y de su primera esposa Blanca de Lancaster, tataranieta de Enrique III de Inglaterra. Nieto del rey Eduardo III de Inglaterra, la muerte de sus tres hermanos mayores en la infancia determinaron que fuera el heredero de su padre.
Desde 1387 hasta 1390, Enrique comandó, lideró y dirigió la facción oponente a su primo hermano el rey Ricardo II de Inglaterra. Posteriormente combatió, luchó y guerreó junto con los caballeros teutónicos contra los lituanos y peregrinó hasta Tierra Santa, concretamente hasta Jerusalén. 
A su regreso, fue enviado al exilio por Ricardo II como consecuencia de una disputa con Thomas de Mowbray, I duque de Norfolk, tataranieto del rey Eduardo I de Inglaterra.

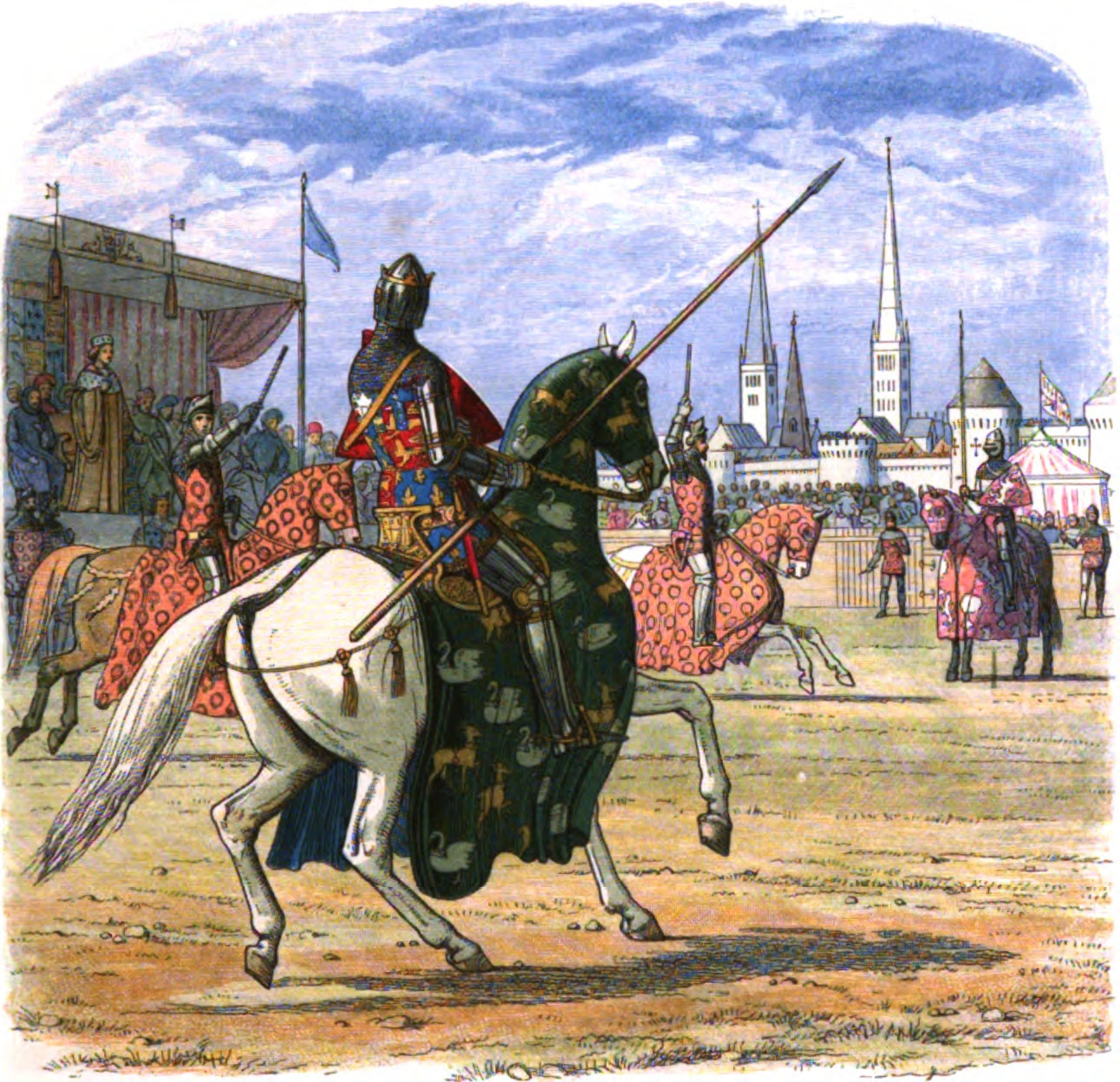
Ricardo II detiene el duelo entre Hereford y Norfolk. James William Edmund Doyle (1864).

Ricardo II, a la muerte del padre de Enrique, intentó despojarle de su herencia y, en consecuencia, Enrique reclutó un ejército, invadió Inglaterra y capturó al rey Ricardo II, que renunció pronto al trono. 
En el mismo año 1399, el Parlamento de Inglaterra eligió a Enrique de Lancaster como rey con el nombre de Enrique IV de Inglaterra. Los escoceses y galeses, apoyados, instigados y dirigidos por el Reino de Francia, iniciaron una gran revuelta. Sin embargo, los escoceses fueron derrotados en Humbleton Hill (1402), aunque los galeses continuaron con la rebelión durante siete largos años bajo el mando del caudillo galés Owen Glendower. 
En ese mismo año, Henry Percy, conde de Northumberland y quien le había ayudado a llegar al trono se rebeló contra él junto a su hijo Henry "Hotspur" Percy, su pariente el conde de Worcester y nuevamente Owain Glendower; sin embargo fueron derrotados en la batalla de Shrewsbury en 1403; Percy siguió conspirando contra el rey, participando en dos rebeliones más hasta ser finalmente derrotado en Bramham Moor en 1408. 
Asimismo, Enrique IV persiguió a la secta religiosa conocida como de los lolardos mediante la ley De heretico comburendo.
Enrique IV falleció en la Abadía de Westminster, el 20 de marzo de 1413, siendo sepultado en la catedral de Canterbury.

## Matrimonios y descendencia
Se casó el 27 de julio de 1380 en el castillo de Arundel, en Sussex, con María de Bohun, la cual aporta al matrimonio los condados de Northampton y Hereford, luego elevado a ducado.
De este enlace nacieron siete hijos:
- Eduardo (1382-1382).
- Enrique (1387-1422), rey de Inglaterra.
- Tomás (1388-1421), duque de Clarence.
- Juan (1389-1435), duque de Bedford, regente de Francia.
- Humphrey (1390-1447), duque de Gloucester, regente de Inglaterra.
- Blanca (1392-1409), casada con Luis III, príncipe elector palatino.
- Felipa (1394-1430), casada con el rey Erico de Pomerania, rey de Dinamarca, Noruega y Suecia.

María de Bohun falleció en el castillo de Peterborough al dar a luz a su última hija, el 4 de julio de 1394, cinco años antes de que Enrique fuera coronado rey de Inglaterra: Enrique IV.
El 7 de febrero de 1403, en la catedral de Winchester, Enrique IV contrajo nuevamente matrimonio con Juana de Navarra (m. 1437), duquesa viuda de Bretaña, hija del rey Carlos II de Navarra y nieta del rey Juan II de Francia.

## Sucesión
| Predecesor: Ricardo II | Rey de Inglaterra y Señor de Irlanda 1399-1413 | Sucesor: Enrique V |

- Datos: Q161866
- Multimedia: Henry IV of England / Q161866